# Kangaatsiaq
Kangaatsiaq, Kangatsiak – miasto na zachodnim wybrzeżu Grenlandii (terytorium autonomiczne Danii), w gminie Qaasuitsup. Nazwa miasta oznacza "raczej mały cypel". Prawa miejskie uzyskało ok. roku 1986 i jest uznawane za najmłodsze (jako miasto) na Grenlandii. W Kangaatsiaq znajduje się heliport będący środkiem komunikacji z innymi miejscowościami na Grenlandii.
Według danych oficjalnych liczba mieszkańców w 2011 roku wynosiła 552 osoby.